# Glaucopsyche corona
Glaucopsyche corona är en fjärilsart som beskrevs av Ruggero Verity. Glaucopsyche corona ingår i släktet Glaucopsyche och familjen juvelvingar. Inga underarter finns listade i Catalogue of Life.